# Solen (Dakota del Nord)
Solen è un centro abitato (city) degli Stati Uniti d'America, situato nella Contea di Sioux, nello Stato del Dakota del Nord. Nel censimento del 2000 la popolazione era di 86 abitanti. La città è stata fondata nel 1910. Solen appartiene alla Standing Rock Indian Reservation.

## Geografia fisica
Secondo i rilevamenti dell'United States Census Bureau, la località di Solen si estende su una superficie di 0,80 km², tutti occupati da terre.

## Popolazione
Secondo il censimento del 2000, a Solen vivevano 86 persone, ed erano presenti 23 gruppi familiari. La densità di popolazione era di 111 ab./km². Nel territorio comunale si trovavano 43 unità edificate. Per quanto riguarda la composizione etnica degli abitanti, il 34,88% era bianco e il 65,12% era nativo. La popolazione di ogni razza ispanica corrispondeva al 3,49% degli abitanti.
Per quanto riguarda la suddivisione della popolazione in fasce d'età, il 25,6% era al di sotto dei 18, il 5,8% fra i 18 e i 24, il 26,7% fra i 25 e i 44, il 31,4% fra i 45 e i 64, mentre infine il 10,5% era al di sopra dei 65 anni di età. L'età media della popolazione era di 36 anni. Per ogni 100 donne residenti vivevano 87,0 maschi.